# Шикачик смугастий
Шика́чик смугастий (Coracina striata) — вид горобцеподібних птахів родини личинкоїдових (Campephagidae). Мешкає в Південно-Східній Азії. Виділяють низку підвидів.

## Опис
Довжина птаха становить 24-32 см. Забарвлення і розміри різняться, в залежності від підвиду. Представники підвидів C. s. guillemardi і C. s. mindorensis мають переважно сіре забарвлення, у самців на голові чорні плями. У самців — представників підвидів C. s. striata, C. s. cebuensis і C. s. difficilis надхвістя смугасте, у самиць цих підвидів живіь смугастий, чорно-білий. У самців підвиду C. s. panayensis живіт також смугастий, чорно-білий, у самиць цього підвиду груди поцятковані темними плямами. У самців підвиду C. s. kochii груди смугасті, у самиць цього підвиду нижня частина тіла повністю смугаста. У самців підвиду C. s. sumatrensis верхня частина тіла сіра, надхвістя і нижні покривні пера хвоста смугасті, у самиць цього підвиду живіт і нижня частина грудей смугасті. У молодих смугастих шикачиків верхня частина тіла сіра. У молодих представників підвидів C. s. panayensis і C. s. kochii нижня частина тіла повнісью смугаста. У молодих птахів підвиду C. s. sumatrensis верхня частина тіла коричнева, біла і чорна, нижня частина тіла біла, поцяткована чорними смугами.

## Таксономія
Смугастий шикачик був описаний французьким натуралістом Жоржем-Луї Леклерком де Бюффоном в 1779 році в праці «Histoire Naturelle des Oiseaux» за зразком, який. як він вважав, походив з Нової Гвінеї. Науково вид був описаний в 1783 році, коли голландський натураліст Пітер Боддерт класифікував його під назвою Corvus striatus у своїй праці «Planches Enluminées» Типовою місцевістю пізніше був визначений філіппінський острів Лусон.

### Підвиди
Виділяють п'ятнадцять підвидів, включно з одним вимерлим:

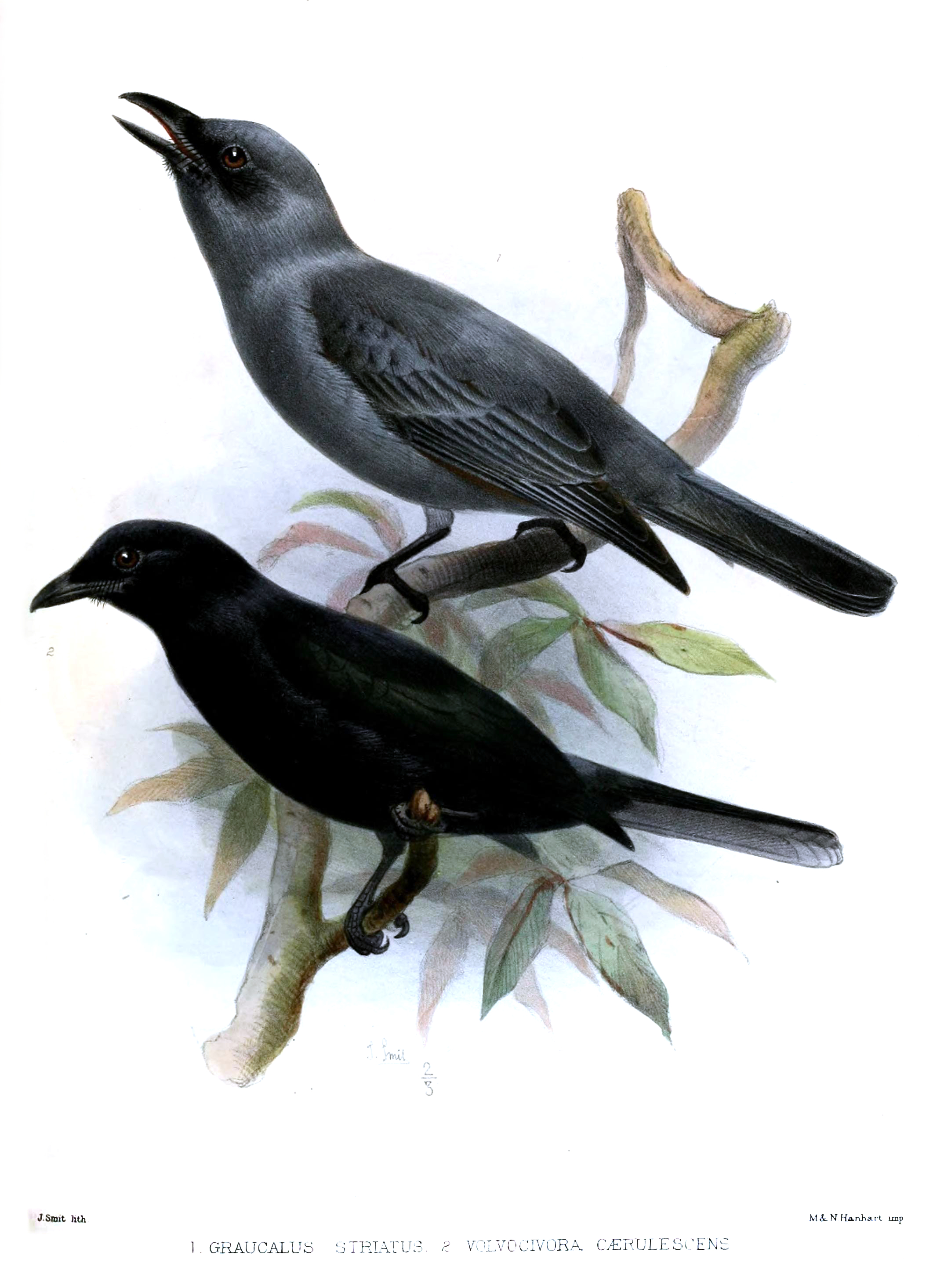
Смугастий шикачик (зверху), філіппінський шикачик (знизу)

- C. s. sumatrensis (Müller, S, 1843) — Малайський півострів, острів Тіоман[en], Суматра, Ментавайські острови, острови Ріау, Калімантан і сусідні острови;
- C. s. simalurensis (Richmond, 1903) — острів Сімелуе;
- C. s. babiensis (Richmond, 1903) — острів Бабі[en];
- C. s. kannegieteri (Büttikofer, 1896) — острів Ніас;
- C. s. enganensis (Salvadori, 1892) — острів Енгано;
- C. s. bungurensis (Hartert, E, 1894) — острови Анамбас[en] і Натуна[en];
- C. s. vordermani (Hartert, E, 1901) — острови Канґеан[en];
- C. s. difficilis (Hartert, E, 1895) — Палаван і сусідні острови;
- C. s. striata (Boddaert, 1783) — Лусон і сусідні острови;
- C. s. mindorensis (Steere, 1890) — острови Міндоро і Таблас;
- C. s. panayensis (Steere, 1890) — Західні Вісаї;
- C. s. boholensis Rand & Rabor, 1959 — Східні Вісаї;
- †C. s. cebuensis (Ogilvie-Grant, 1896) — острів Себу (острів);
- C. s. kochii (Kutter, 1882) — Мінданао і сусідні острови;
- C. s. guillemardi (Salvadori, 1886) — архіпелаг Сулу.

Андаманські шикачики раніше вважалися підвидом смугастого шикачика, однак були визнані окремим видоом. Деякі дослідники також виділяють підвид C. s. panayensis у окремий вид Coracina panayensis.

## Поширення і екологія
Смугасті шикачики мешкають в Малайзії, Таїланді, Індонезії, Брунеї та на Філіппінах. Вони живуть у вологих і заболочених рівнинних тропічних лісах, сухих тропічних лісах, мангрових лісах, в чагарникових заростях та на плантаціях. Зустрічаються невеликими зграями, іноді приєднуються до змішаних зграй птахів. Живляться переважно комахами, а також плодами фікусів.